# Parafia św. Anny w Skrwilnie
Parafia Rzymskokatolicka pod wezwaniem świętej Anny w Skrwilnie – parafia rzymskokatolicka należąca do dekanatu rypińskiego, diecezji płockiej, metropolii warszawskiej. Siedziba parafii mieści się w Skrwilnie, gmina Skrwilno, powiat rypiński, województwo kujawsko-pomorskie.

## Historia parafii
Kościół parafialny erygował 3 lutego 1379 r. biskup płocki Dobiesław z fundacji podkomorzego Dobrzyńskiego, Wojciecha Stryczka. Parafia wymieniona jest w zachowanym fragmencie spisu poborowego dla powiatu rypińskiego z 1431 r.
Pierwsza świątynia przetrwała prawdopodobnie do początku XVII w. W 1609 r. z inicjatywy ks. Z. Rościszewskiego, nominata przemyskiego, wybudowano nową drewnianą świątynię z dwiema bocznymi kaplicami. Kościół funkcjonował do połowy XIX w. Wówczas z fundacji M. Cissowskiego, zbudowano niewielki murowany kościół. Budowę ukończono w 1852 r. Z upoważnienia władz diecezjalnych kościół został benedykowany przez dziekana rypińskiego. Natomiast stara drewniana świątynia została w 1867 r. rozebrana.
W latach, kiedy proboszczem w Skrwilnie był ks. D. Jędrzejkowski (1888–1894), rozbudowano nową świątynię według projektu L. Gosławskiego. Konsekracji dokonał bp Michał Nowodworski 1 września 1895 r. Polichromię w świątyni położono w 1975 r.
Spośród zabytków na uwagę zasługują: ołtarze z końca XIX w. oraz stacje Drogi Krzyżowej.

### Kościół parafialny
Kościół pw. św. Anny w Skrwilnie
Kościół pw. Wniebowzięcia Najświętszej Maryi Panny

### Kościoły filialne i kaplice
Kościół w Pietrzyku - Wybudowany wspólnymi siłami parafianie. Konsekrowany 3 maja 1984 r.

### Księgi metrykalne
- chrztów od 1910 r.
- ślubów od 1910 r.
- zgonów od 1910 r.

## Zasięg parafii
Do parafii należą wierni z miejscowości: Baba, Borki, Chrapoń, Czarnia Duża, Czarnia Mała, Jasiony, Klepczarnia, Mościska, Niemcowizna, Obórki, Otocznia, Pietrzyk, Przylasek, Rak, Ruda, Skudzawy Nowe, Skudzawy Stare, Szczawno, Szczypiornia, Szucie, Szustek, Toki, Wólka i Zambrzyca oraz wierni mieszkający przy ulicach: Bieżuńska, Kasztanowa, Kolonia Skrwilno, Kościelna, Krótka, Kwiatowa, Leśna, 22 Lipca, Łąkowa, Nowy Rynek, Parkowa, Rypińska, Szeroka, Targowa, Zielona.